# أبو الخير الطباع
أبو الحسن محمد خير الطّبّاع المشهور بـأبي الخير الطّبّاع (1880 - 1911 م) مدرِّس وكاتب وشاعر سوري. اشتغل بالتدريس في المدرسة الريحانية وأنشأ المدرسة الوطنية، التي آلت بعده إلى أحمد منيف العائدي باسم الكلية العلمية الوطنية. له ديوان أشعار وعدة مؤلفات ورسالات وأرجوزتان في النحو والصرف وغيره.

## سيرته
ولد أبو الحسن محمد خير الطَّباع في دمشق سنة 1880 م/ 1298 هـ ونشأ بها يتيمًا. تلقى المبادئ الأولية للعلوم الدينية والعربية على عدد من علماءها ودخل المدرسة الرشدية وقرأ على عبد الحكيم الأفغاني وبدر الدين الحسني ومحمود بن محمد رشيد العطار وسلطان الداغستاني. 
عمل مدرسًا في المدرسة الريحانية مدة عامين، ثم أنشأ المدرسة الوطنية التي لاقت إقبالاً كثيرًا وسميّت بعد وفاته الكليّة العلميّة الوطنية، وقد آلت إلى الدكتور أحمد منيف العائدي، واستمرت من أكثر المدارس الأهلية نجاحًا.

## شعره
ذكره عبد العزيز البابطين في معجمه وقال عن أسلوبه «بشعره نزعة صوفية، يقتفي فيها أثر أسلافه من شعراء الحب الإلهي... وله شعر في نبذ الجهل ومقاربة العلم أساسًا لبلوغ المجد. يميل إلى الحكمة وإسداء النصيحة. كتب في المدح الذي اختص به أولي الفضل من العلماء، وأولي الأمر من الحكام، إلى جانب شعر له في الفخر الذاتي، وكتب في الرثاء الذي اتسم بالمبالغة وإظهار الفجيعة. وله في المعارضة والتشطير الشعري. تميل لغته إلى المباشرة، وخياله قريب.»

## مؤلفاته
- منتخبات، ديوانه، 1911
- فتح العلّام، رسالة في الانتصار للكمال ابن الهمام
- أرجوزة في النحو
- أرجوزة في الصرف
- المحاورات المدرسية
- مقامة خياليّة، في المفضالة بين الشريف الرضي والمتنبي
- عقد اللآل في الحكم والأمثال
- انتقاد شرح شعر أبي تمام، لمحيي الدين الخياط،

## وفاته
توفي أبو الخير الطبَّاع في دمشق، في أكتوبر سنة 1911 م/ شوال 1329 هـ. عن عمر ناهز الثلاثين عامًا.